# 盔狀流

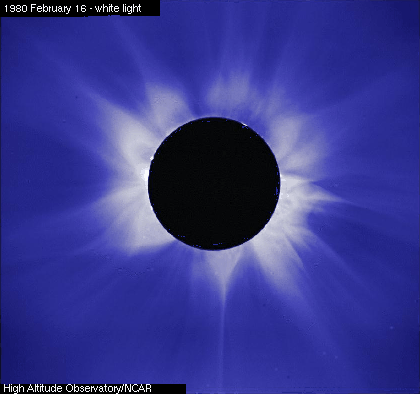
在太陽極大期豐富的盔狀流。

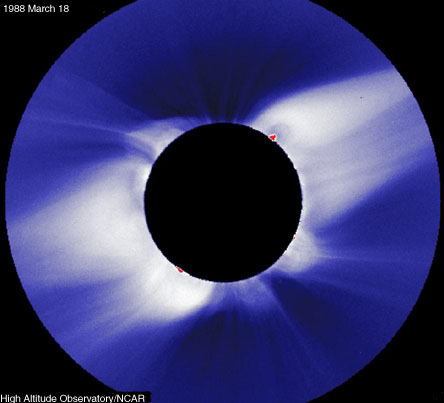
在太陽極小期的盔狀流。

盔狀流是太陽活動區域發展出來的明亮迴圈狀結構，它們連接磁極性相反的兩個相鄰區域，並且形成封閉的磁場迴圈。由於電子被這些迴圈捕獲，因而使其非常明亮。太陽風使得這些迴圈變得尖細，並伸展到日冕之上，可以在日全食的時候觀察到。盔狀流通常只在中緯度以"流光帶"出現，並隨著太陽週期活動區域的移動配置。小的電漿泡或"電漿團"有時會從盔狀流的頂端釋出，而這是慢速太陽風粒子成員的來源之一。與此相反的，磁場線形成開放的區域稱為冕洞，這些區域較為黑暗，並且是快速太陽風的一個來源。如果大體積的電漿從接近盔狀流的頂端處分離出去，也能產生日冕物質拋射。